# Hallers Primel
Hallers Primel (Primula halleri) ist eine Pflanzenart, die zur Gattung der Primeln (Primula) gehört. Das Artepitheton ehrt den Schweizer Universalgelehrten Albrecht von Haller (1708–1777).

## Beschreibung

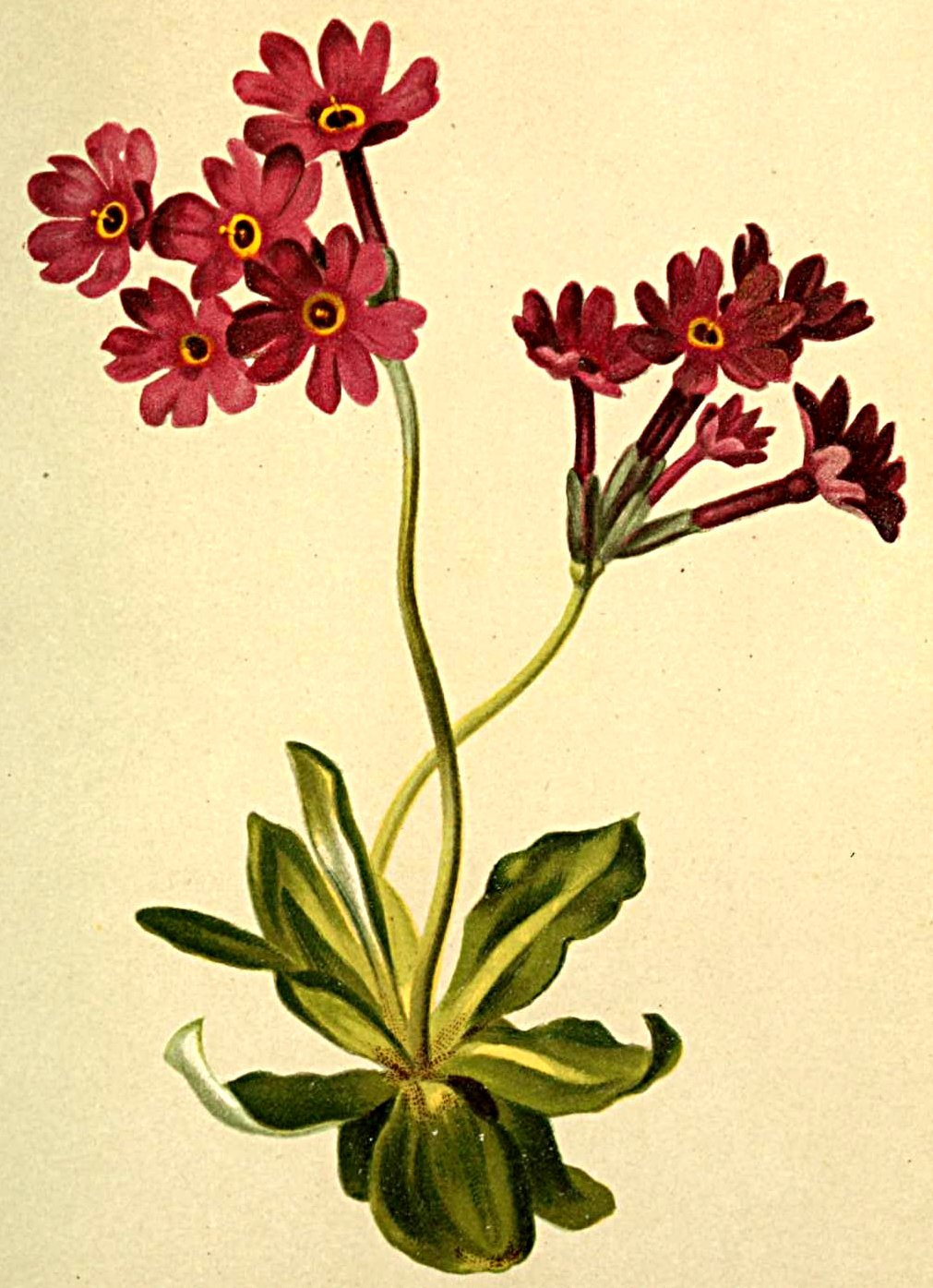
Illustration in Anton Hartinger, Atlas der Alpenflora (1882)

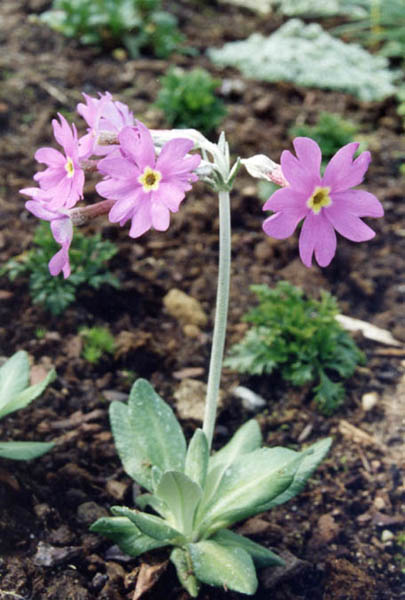
Hallers Primel

Verbreitung in Europa

### Vegetative Merkmale
Die mehrjährige krautige Pflanze erreicht Wuchshöhen von 10 bis 30 Zentimeter. Sie besitzt eine grundständige Blattrosette. Die im jungen Zustand nach rückwärts eingerollten Blätter sind länglich-eiförmig und sehr allmählich in einen kurzen und breiten Blattstiel verschmälert. Ihre Oberseite ist grün und runzelig, die Unterseite weißlich-mehlig. Sie sind 2 bis 7 Zentimeter lang und 0,5 bis 3 Zentimeter breit. Sie sind in der oberen Hälfte gezähnt oder fast ganzrandig.

### Generative Merkmale
Der kräftige, oben mehlig bepuderten Stängel trägt einen mehrblütigen, doldigen Blütenstand. Die Blüten befinden sich an 4 bis 15 Millimeter langen Stielen. Die Tragblätter sind gleich lang wie die Blütenstiele und pfriemlich. Die fünflappige Krone mit gelbem Schlund ist rosa-lila und 15 bis 20 Millimeter breit. Die Kronröhre ist dreimal so lang wie der Kelch, sie ist 2 bis 3 Zentimeter lang und 1,5 bis 2 Millimeter dick. Der Kelch ist oft dunkel gefärbt, walzenförmig, kantig, 7 bis 14 Millimeter lang und etwa bis zur Hälfte eingeschnitten. Die Staubblätter aller Blüten sind im Schlund der Krone angewachsen. Der Griffel und die Narbe ragen aus dem Schlund heraus. Die Fruchtkapsel ist walzenförmig, 9 bis 12 Millimeter lang und etwas länger als der Kelch. Jede Kapsel enthält etwa 200 bis maximal 350 Samen.
Die Blütezeit reicht von Juni bis Juli.
Die ähnliche Mehlprimel (Primula farinosa) besitzt als Unterscheidungsmerkmale ungefähr gleich lange Kelche und Kronröhren sowie Kronen mit einer Breite von 8 bis 15 Millimeter. Aber die Mehlprimel ist heterostyl, während Primula halleri homostyl ist.
Die Chromosomenzahl beträgt 2n = 36.

## Vorkommen
Das Verbreitungsgebiet umfasst weite Teile Europas von Frankreich über Mitteleuropa und Südosteuropa bis Osteuropa. Sie besiedelt die Alpen, die Karpaten sowie die Balkanhalbinsel. In den Alpen kommt diese Pflanzenart zerstreut vor allem in den südlichen und östlichen Teilen vor.
Diese Art bevorzugt alkalische Böden und ist subalpin bis alpin bis in Höhenlagen von 2900 Meter auf Rasen, in Felsspalten und auf Schutt zu finden.
In Österreich werden mäßig feuchte Magerrasen oder feuchte Felsspalten in den Bundesländern Kärnten, Salzburg, Tirol und möglicherweise auch Vorarlberg besiedelt.

## Standorte und Verbreitung in Mitteleuropa
Hallers Primel braucht kalk- und humusreichen, frischen und lockeren Boden. Sie bevorzugt warme, sonnige Stellen.
Sie besiedelt etwas lückige alpine Rasen und verfestigten Schutt, sie geht aber auch in Felsspalten. Üblicherweise wächst sie in Höhen zwischen etwa 1800 und 2400 Meter Meereshöhe, sie geht auch örtlich tiefer. Am Langtauferer Joch bei Meran erreicht sie sogar 2908 Meter Meereshöhe.
In Mitteleuropa ist sie insgesamt selten; sie kommt vor in den Grajischen Alpen, im Wallis, im Simplon, im Maggiatal, im Oberengadin und in den Südlichen Kalkalpen bis zum Balkan.
Die ökologischen Zeigerwerte nach Landolt et al. 2010 sind in der Schweiz: Feuchtezahl F = 2 (mäßig trocken), Lichtzahl L = 5 (sehr hell), Reaktionszahl R = 4 (neutral bis basisch), Temperaturzahl T = 1+ (unter-alpin, supra-subalpin und ober-subalpin), Nährstoffzahl N = 1 (sehr nährstoffarm), Kontinentalitätszahl K = 4 (subkontinental).

## Ökologie
Der Nektar am Grund der Kronröhre ist nur langrüsseligen Faltern zugänglich. Als Hauptbestäuber wird der Taubenschwanz (Macroglossa stellatarum) genannt. Die Blüte sind proterandrisch.

## Systematik
Die Hallers Primel wurde 1775 von Johann Friedrich Gmelin in Onomatologia botanica completa, vol. 7, S. 407 erstbeschrieben. Ein Synonym für Primula halleri ist Primula longiflora All.